# 广群
在数学中，尤其在范畴论和同伦论中，广群（groupoid，或勃兰特广群，Brandt groupoid）是对群的概念的抽象化。广群可被视为：
- 以偏函数取代二元运算的群；
- 所有态射都可逆的范畴。这一类范畴可被视作增加了一种一元运算，与群论中的逆元相对应。[1] 只有一个对象的广群一般是群。

在存在依赖类型的情况下，一般来说，一个范畴可视作是类型化的幺半群；广群也可简单视作类型化的群。对象到对象的态射形成类型的依赖族，于是态射可以是类型化的{\displaystyle g:A\rightarrow B}、{\displaystyle h:B\rightarrow C}。于是组合是全函数：{\displaystyle \circ :(B\rightarrow C)\rightarrow (A\rightarrow B)\rightarrow A\rightarrow C}，于是{\displaystyle h\circ g:A\rightarrow C}。
广群的特例包括：
- 集合体（Setoid），即带有等价关系的集合；
- G-集合，即带有G 的作用的集合。

广群常用于研究流形等几何物体。广群最先由海因里希·勃兰特于1927年引入，其思想暗含在勃兰特半群的概念中。

## 定义
广群指的是代数结构{\displaystyle (G,\ast )}，包含非空集G与定义在G上的二元偏函数'{\displaystyle \ast }'。

### 代数定义
广群是具备一元运算{\displaystyle {}^{-1}:G\to G,}与偏函数{\displaystyle *:G\times G\rightharpoonup G}的集合G，当中的*不是二元运算，因为其不一定定义在G中所有的元素对上。这里不阐述定义*的确切条件，这些条件因情况而异。
运算*、−1有以下公理性质：{\displaystyle \forall a,\ b,\ c\in G}：
1. 结合律：若定义了{\displaystyle a*b,\ b*c}，则{\displaystyle (a*b)*c=a*(b*c)}。
2. 逆元：{\displaystyle a^{-1}*a}、{\displaystyle a*{a^{-1}}}总有定义。
3. 单位元：若定义了{\displaystyle a*b}，则{\displaystyle a*b*{b^{-1}}=a;\ {a^{-1}}*a*b=b}。（由前两条性质可推知。）

从中可得到两个简单方便的性质：
- {\displaystyle (a^{-1})^{-1}=a}；
- 若定义了{\displaystyle a*b}，则{\displaystyle (a*b)^{-1}=b^{-1}*a^{-1}}。[3]

### 范畴论定义
广群是小范畴，其中每个态射都可逆，即是同构。更明确地说，广群G是对象集合{\displaystyle G_{0}}，其中
- 每对对象x、y，都有从x到y的态射（或箭头）的（可能是空）集合{\displaystyle G(x,\ y)}，其中的元素写作{\displaystyle f:\ x\to y;}
- 每个对象x，{\displaystyle G(x,\ x)}的指定元素{\displaystyle \mathrm {id} _{x};}
- 对任意三个元素x、y、z都有函数{\displaystyle \mathrm {comp} _{x,y,z}:G(y,z)\times G(x,y)\rightarrow G(x,z):(g,f)\mapsto gf;}
- 对任意两个元素x、y都有函数{\displaystyle \mathrm {inv} :G(x,y)\rightarrow G(y,x):f\mapsto f^{-1},\ \forall f:\ x\to y,\ g:\ y\to z,\ h:\ z\to w;}
  - {\displaystyle f\ \mathrm {id} _{x}=f}、{\displaystyle \mathrm {id} _{y}\ f=f;}
  - {\displaystyle (hg)f=h(gf);}
  - {\displaystyle ff^{-1}=\mathrm {id} _{y}}、{\displaystyle f^{-1}f=\mathrm {id} _{x}.}

若{\displaystyle f\in G(x,\ y)}则称x为f的源，记作{\displaystyle s(f)}；y称作f的目标，记作{\displaystyle t(f)}。广群G有时记作{\displaystyle G_{1}\rightrightarrows G_{0}}，当中{\displaystyle G_{1}}是所有态射的集合，两个箭头{\displaystyle G_{1}\to G_{0}}代表源和目标。
更一般地，可以考虑任意范畴中的广群对象，其允许有限的纤维积。

### 定义比较
代数定义与范畴论定义等价，下面证明。给定范畴论定义广群，令G为所有集合{\displaystyle G(x,\ y)}的不交并（即x到y的态射的集合）；则{\displaystyle \mathrm {comp} }、{\displaystyle \mathrm {inv} }就成了G上的偏运算，而{\displaystyle \mathrm {inv} }事实上在任意地方都可被定义。我们定义*为{\displaystyle \mathrm {comp} }、−1为{\displaystyle \mathrm {inv} }，这样就得到了代数定义的广群。可以不再明确提及{\displaystyle G_{0}}（及{\displaystyle \mathrm {id} }）。
反过来，给定代数定义的广群G，用{\displaystyle \sim }定义其元素上的等价关系：
{\displaystyle a\sim b}，若{\displaystyle a*a^{-1}=b*b^{-1}.}令G0为{\displaystyle \sim }的等价类集合，即{\displaystyle G_{0}:=G/\!\!\sim }。若{\displaystyle a\in G}且{\displaystyle x\in G_{0}}，用{\displaystyle 1_{x}}记a ∗ a−1。
现在定义{\displaystyle G(x,y)}为所有使{\displaystyle 1_{x}*f*1_{y}}存在的f的集合。给定{\displaystyle f\in G(x,y),\ g\in G(y,z),}其组合定义为{\displaystyle gf:=f*g\in G(x,z).}这是良定义的，因为可观察到{\displaystyle (1_{x}*f)*1_{y}}、{\displaystyle 1_{y}*(g*1_{z})}都存在，{\displaystyle (1_{x}*f*1_{y})*(g*1_{z})=f*g}也存在。这样，x的恒等态射就是{\displaystyle 1_{x}}，f的范畴论逆是f−1。
上述定义中的集合可用类代替，这在范畴论中很常见。

### 顶点群与轨道
给定广群G，其中的顶点群或迷向群或轨道群是{\displaystyle G(x,\ x)(x\in G)}的子群。从上述公理不难看出，它们确实是群，因为每对元素都可组合，且逆元都在同一个群中。
广群G在点{\displaystyle x\in X}处的轨道由集合{\displaystyle s(t^{-1}(x))\subseteq X}给出，当中包含了可用G中的态射连接到x的每个点。若x、y两点在相同的轨道上，则它们的顶点群G(x)、G(y)群同构：若{\displaystyle f:\ x\to y}，则同构由{\displaystyle g\to fgf^{-1}}给出。
轨道构成了集合X的一部分。若广群只有一个轨道（等价地是连通的），则称之为传递的。那么，所有顶点群都同构（另一方面，这不是传递性的充分条件，反例下详）。

### 子广群与态射
{\displaystyle G\rightrightarrows X}的子广群是子范畴{\displaystyle H\rightrightarrows Y}，其本身是一个广群。若它是宽或满的子范畴，即{\displaystyle \forall x,y\in Y}都有{\displaystyle X=Y}或{\displaystyle G(x,y)=H(x,y)}，则也称其为宽或满。
广群映射简单说就是两个（范畴论）广群间的函子。
有几种特殊的广群态射值得关注。若{\displaystyle \forall x\in E,\ \forall b\in B:\ p(x)\to ,}都有{\displaystyle e\in E:\ x\to }，使得{\displaystyle p(e)=b}，则广群的态射{\displaystyle p:E\to B}称作纤维化。若这样的e是唯一的，则纤维化称作覆盖态射或广群的覆盖。广群的覆盖态射很有用，可用来模拟空间的覆盖映射。
同样，给点广群B的覆盖态射范畴，等同于广群B对对集合的作用范畴。

## 例子

### 拓扑
给定拓扑空间X，令{\displaystyle G_{0}}为集合X。从点p到点q的态射是p到q的连续路径的等价类，若两条路径同伦，就称它们等价。
先沿第一条路径，再沿第二条路径，两个这样的态射便组合到一起；同伦等价性保证这种组符合结合律。这样的广群称作X的基本广群，记作{\displaystyle \pi _{1}(X)}（有时是{\displaystyle \Pi _{1}(X)}）。通常的基本群{\displaystyle \pi _{1}(X,x)}于是就是点x的顶点群。
基本广群{\displaystyle \pi _{1}(X)}的轨道是X的路径连通成分。相应地，路径连通空间的基本广群是传递的，我们恢复了已知的事实，即任意基点上的基本群是同构的。此外，基本广群和基本群这时作为范畴是等价的（一般理论见下文）。
这一思想的重要推广是考虑基本广群{\displaystyle \pi _{1}(X,A)}，其中{\displaystyle A\subset X}是选定的基点集合。当中{\displaystyle \pi _{1}(X,A)}是{\displaystyle \pi _{1}(X)}的（宽）子广群，这里只考虑端点属于A的路径。集合A可据当前情况的几何形状来选择。

### 等价关系
若X是集合体，即具有等价关系{\displaystyle \sim }的集合，则“表示”这等价关系的广群可由如下构成：
- 广群对象是X的元素；
- {\displaystyle \forall x,\ y\in X,}有单态射{\displaystyle (y,x):\ x\to y}，当且仅当{\displaystyle x\sim y}；
- {\displaystyle (z,y)}与{\displaystyle (y,x)}的组合是{\displaystyle (z,x)}。

这个广群的顶点群总是平凡的；此外，这个广群一般不传递，其轨道正是等价类。有两个极端例子：
- X每个元素若都与X的其他元素有联系，则就得到了X的对广群，其以整个{\displaystyle X\times X}作为箭头集，且是传递的。
- X每个元素若只与自身有关系，就得到了单位广群，其以X为箭头集，{\displaystyle s=t=id_{X}}，是完全不传递的（每个单子{\displaystyle \{x\}}都是轨道）。

#### 例子
- 若{\displaystyle f:X_{0}\to Y}是光滑流形的光滑满射浸没，则{\displaystyle X_{0}\times _{Y}X_{0}\subset X_{0}\times X_{0}}是等价关系[6]，因为在拓扑空间的满射下，Y与{\displaystyle X_{0}}的商拓扑拓扑同构。若记{\displaystyle X_{1}=X_{0}\times _{Y}X_{0}}则可得广群{\displaystyle X_{1}\rightrightarrows X_{0}}有时称为光滑流形的满射浸没的平庸广群。
- 若放宽自反性要求、考虑偏等价关系，则就可考虑关于集合的可计算实现子上的半可决定概念。这使得广群可用于集合论的可计算近似，称作PER模型。作为一个范畴，PER模型是具有自然数对象与子对象分类子的笛卡儿闭范畴，从而产生了马丁·海兰德所谓有效拓扑斯。

### 切赫广群
切赫广群:5是一类特殊的广群，与某个流形X的开覆盖{\displaystyle {\mathcal {U}}=\{U_{i}\}_{i\in I}}所给出的等价关系相关联。其对象由不交并
{\displaystyle {\mathcal {G}}_{0}=\coprod U_{i}}
给出，其箭头是相交
{\displaystyle {\mathcal {G}}_{1}=\coprod U_{ij}}.

源映射与目标映射由诱导映射给出
{\displaystyle {\begin{aligned}s=\phi _{j}:U_{ij}\to U_{j}\\t=\phi _{i}:U_{ij}\to U_{i}\end{aligned}}}
包含映射
{\displaystyle \varepsilon :U_{i}\to U_{ii}}
则给出了广群的结构。实际上，还可设置
{\displaystyle {\mathcal {G}}_{n}={\mathcal {G}}_{1}\times _{{\mathcal {G}}_{0}}\cdots \times _{{\mathcal {G}}_{0}}{\mathcal {G}}_{1}}
为n次迭代的纤维积来进一步扩展，其中{\displaystyle {\mathcal {G}}_{n}}表示n个可组合箭头的多元组。纤维积的结构映射隐含了目标映射，因为
{\displaystyle {\begin{matrix}U_{ijk}&\to &U_{ij}\\\downarrow &&\downarrow \\U_{ik}&\to &U_{i}\end{matrix}}}
是笛卡儿图，其中到{\displaystyle U_{i}}的映射是目标映射。这种构造可看作是某些∞-广群的模型；此外，这种构造的另一个产物是k-上循环
{\displaystyle [\sigma ]\in {\check {H}}^{k}({\mathcal {U}},{\underline {A}})}
对某个阿贝尔群之常数层可表为函数
{\displaystyle \sigma :\coprod U_{i_{1}\cdots i_{k}}\to A}
给出了上同调类的明确表示。

### 群作用
若群G作用于集合X，则可由如下方式组成代表群作用的作用广群或变换广群：
- 对象是X的元素；
- {\displaystyle \forall x,\ y\in X}，态射{\displaystyle x\to y}对应{\displaystyle g\in G}，使得{\displaystyle gx=y}；
- 态射的复合解释了G的二元运算。

更明确地说，作用广群是小范畴{\displaystyle \mathrm {ob} (C)=X}、{\displaystyle \mathrm {hom} (C)=G\times X}，源映射和目标映射分别为{\displaystyle s(g,x)=x}、{\displaystyle t(g,x)=gx}。通常表示为{\displaystyle G\ltimes X}（对于右作用记为{\displaystyle X\rtimes G}）。广群中的乘法（或组合）就是{\displaystyle (h,y)(g,x)=(hg,x)}，定义条件是{\displaystyle y=gx}。
{\displaystyle \forall x\in X}，顶点群由{\displaystyle gx=x}的{\displaystyle (g,x)}组成，这只是给定作用在x处的迷向子群（这就是顶点群称为迷向子群的原因）。同样，作用广群的轨道是群作用的轨道，广群是传递的当且仅当群作用也有传递性。
另一种描述G集合的方法是函子范畴{\displaystyle [\mathrm {Gr} ,\mathrm {Set} ]}，当中{\displaystyle \mathrm {Gr} }是1个元素的广群（范畴），同构于群G。事实上，这个范畴的每个函子F都定义了集合{\displaystyle X=F(\mathrm {Gr} );\ \forall g\in G}（即对{\displaystyle \mathrm {Gr} }中的每个态射）诱导了双射{\displaystyle F_{g}}：{\displaystyle X\to X}。函子F的范畴结构保证了F定义了集合G上的G作用。（唯一）可表函子F：{\displaystyle \mathrm {Gr} \to \mathrm {Set} }是G的凯莱表示。事实上，这个函子与{\displaystyle \mathrm {Hom} (\mathrm {Gr} ,-)}同构，因此将{\displaystyle \mathrm {ob} (\mathrm {Gr} )}送到集合{\displaystyle \mathrm {Hom} (\mathrm {Gr} ,\mathrm {Gr} )}，后者的定义就是“集合”G和{\displaystyle \mathrm {Gr} }的态射g（即G的元素g）到集合G的置换{\displaystyle F_{g}}。由米田嵌入推导出：群G同构于G的置换群的子群{\displaystyle \{F_{g}\mid g\in G\}}。

#### 有限集
考虑{\displaystyle \mathbb {Z} /2}在有限集{\displaystyle X=\{-2,-1,0,1,2\}}上的群作用，其将每个数取负，于是{\displaystyle -2\mapsto 2}、{\displaystyle 1\mapsto -1}。商广群{\displaystyle [X/G]}是这个群作用的等价类集合{\displaystyle \{[0],[1],[2]\}}，{\displaystyle [0]}在其上有群作用{\displaystyle \mathbb {Z} /2}。

#### 商簇
任何映射到{\displaystyle GL(n)}的有限群G都会在仿射空间{\displaystyle \mathbb {A} ^{n}}上产生群作用（由于这是自同构群）。于是，商广群的形式可以是{\displaystyle [\mathbb {A} ^{n}/G]}，有一点的稳定子G位于原点。这样的例子构成了轨形理论的基础。另一个常研究的轨形族是加权射影空间{\displaystyle \mathbb {P} (n_{1},\ldots ,n_{k})}及其子空间，如卡拉比-丘轨形。

### 广群的纤维积
给定具有广群态射的广群图
{\displaystyle {\begin{aligned}&&X\\&&\downarrow \\Y&\rightarrow &Z\end{aligned}}}
其中{\displaystyle f:X\to Z}、{\displaystyle g:Y\to Z}，可组成广群{\displaystyle X\times _{Z}Y}，其对象为三元组{\displaystyle (x,\phi ,y)}，其中{\displaystyle x\in {\text{Ob}}(X),\ y\in {\text{Ob}}(Y),\ \phi :f(x)\to g(y),\ \in Z}。态射可定义为一对态射{\displaystyle (\alpha ,\beta )}，其中{\displaystyle \alpha :x\to x',\ \beta :y\to y'}，使得对三元组{\displaystyle (x,\phi ,y),(x',\phi ',y'),\ Z}中有{\displaystyle f(\alpha ):f(x)\to f(x'),\ g(\beta ):g(y)\to g(y'),\ \phi ,\phi '}的交换图。

### 同调代数
具体阿贝尔范畴中对象的二项复形
{\displaystyle C_{1}{\overset {d}{\rightarrow }}C_{0}}
可形成广群。其对象是集合{\displaystyle C_{0}}，箭头是集合{\displaystyle C_{1}\oplus C_{0}}；源映射只是到{\displaystyle C_{0}}的映射，目标映射是对{\displaystyle C_{1}}与d的组合跟到{\displaystyle C_{0}}的映射的加法。也就是说，给定{\displaystyle c_{1}+c_{0}\in C_{1}\oplus C_{0}}，有
{\displaystyle t(c_{1}+c_{0})=d(c_{1})+c_{0}.}
当然，若阿贝尔范畴是概形上的凝聚层范畴，则这种构造可用于形成广群的预层。

### 游戏
魔方可用群论来建模（见魔方群），也有些游戏更适合用广群建模。
数字推盘游戏的变换就是广群（不是群，因为并非所有移动都能复合）。这一广群作用作用于构型。

### 马蒂厄广群
马蒂厄广群是约翰·何顿·康威提出的作用于13个点的群，这样固定一个点的元素就构成了马蒂厄群M12的一个副本。

## 与群的关系
若广群只有一个对象，则其态射集构成群。由代数定义，这样的广群实际上就是群。 群论的许多概念都能推广到广群，用函子概念取代群同态。
每个传递/连通的广群（即如上所述，任意两对象都由至少一个态射相连）都与作用广群（如上定义）{\displaystyle (G,X)}同构。根据传递性，这个作用下只有一个轨道。
注意刚才提到的同构不唯一，也没有自然的选择。为一个传递广群选择这样的同构实际上等于选择对象{\displaystyle x_{0}}、群同构{\displaystyle h:\ G(x_{0})\to G}、{\displaystyle \forall x\neq x_{0},\ }态射{\displaystyle \in G:\ x_{0}\to x}。
若广群没有传递性，则就同构于上述类型的广群的不交并，也称作其连通成分（每个连通成分可能具有不同的群G与集合X）。
用范畴论的术语来说，广群的每个连通成分都等价（但不同构）于只有1个对象的广群，即单群。因此，任何广群都等价于无关群的多重集；换句话说，对等价（而非同构），我们不需要指定集合X，而只需指定群G。例如，
- X的基本广群等价于X的每个路径连通成分的基本群的集合，但同构要指定每个成分的点集；
- 具有等价关系{\displaystyle \sim }的集合X等价（作为广群）于每个等价类的平凡群的一个副本，但同构需要说明每个等价类；
- 具备群G的作用的集合X等价（作为广群）于作用的每个轨道的G的一个副本，但同构需要说明每个轨道是什么集合。

即使从范畴论的角度来看，把广群坍缩为单纯的群集合也会失去一些信息，因为是不自然的。因此，当广群以其他结构出现时，保持整个广群是有帮助的；否则就必须选择一种方法，以从单群的角度看待每个{\displaystyle G(x)}，而这一选择是任意的。在拓扑学的例子中，必须连贯地选择路径（或路径的等价类），从相同路径连通成分的每个p点到每个q点。
一个更有启发性的例子是，有自同态的广群的分类并不能归结为单纯的群论考虑。这类似于有一个自同态的向量空间的分类并不平凡。
广群的态射比群的更多样：例如，有纤维化、覆盖态射、泛态射、商态射。因此，群G的子群H会产生‘’G对G中H的陪集集的作用，从而产生K到G的覆盖态射p，其中K是顶点群与H同构的广群。这样，群G的表示就可以“提升”到广群K的表示，这是获取子群H的表现信息的有用方法。

## 广群范畴
对象是广群、态射是广群态射的范畴称作广群范畴，记作Grpd。
Grpd与小范畴相似，是笛卡儿闭范畴：对任意广群{\displaystyle H,K}，我们都可以构造广群{\displaystyle \operatorname {GPD} (H,K)}，其对象是态射{\displaystyle H\to K}、箭头是态射的自然等价。于是，若{\displaystyle H,K}只是群，则这些箭头就是态射的共轭。主要结果是，对任何广群{\displaystyle G,H,K}都有自然双射
{\displaystyle \operatorname {Grpd} (G\times H,K)\cong \operatorname {Grpd} (G,\operatorname {GPD} (H,K)).}
即使所有广群{\displaystyle G,H,K}都只是群，这个结果也有意义。
Grpd既是完全范畴，又是余完全范畴。

### 与Cat的关系
包含态射{\displaystyle i:\mathbf {Grpd} \to \mathbf {Cat} }有左右伴随函子：
{\displaystyle \hom _{\mathbf {Grpd} }(C[C^{-1}],G)\cong \hom _{\mathbf {Cat} }(C,i(G))}
{\displaystyle \hom _{\mathbf {Cat} }(i(G),C)\cong \hom _{\mathbf {Grpd} }(G,\mathrm {Core} (C))}
当中，{\displaystyle C[C^{-1}]}表示反转每个态射的范畴局部化，{\displaystyle \mathrm {Core} (C)}表示所有同构的子范畴。

### 与sSet的关系
神经函子{\displaystyle N:\mathbf {Grpd} \to \mathbf {sSet} }将Grpd嵌入为单纯集范畴的子范畴。广群的神经总是阚复形。
神经有左伴随
{\displaystyle \hom _{\mathbf {Grpd} }(\pi _{1}(X),G)\cong \hom _{\mathbf {sSet} }(X,N(G))}
当中{\displaystyle \pi _{1}(X)}表示单纯集X的基本广群。

### Grpd中的广群
广群范畴内部的范畴还可派生一种额外结构，即双重广群。因为Grpd是2范畴，这些对象构成了2范畴，比1范畴有额外的结构。本质上说，这些对象是具有函子
{\displaystyle s,t:{\mathcal {G}}_{1}\to {\mathcal {G}}_{0}}
的广群{\displaystyle {\mathcal {G}}_{1},{\mathcal {G}}_{0}}，以及由恒等函子
{\displaystyle i:{\mathcal {G}}_{0}\to {\mathcal {G}}_{1}}
给出的嵌入。思考这些2广群的一种方法是其包含对象、态射与可以纵横组合的方块。例如，给定方块
{\displaystyle {\begin{matrix}\bullet &\to &\bullet \\\downarrow &&\downarrow \\\bullet &\xrightarrow {a} &\bullet \end{matrix}}}与{\displaystyle {\begin{matrix}\bullet &\xrightarrow {a} &\bullet \\\downarrow &&\downarrow \\\bullet &\to &\bullet \end{matrix}}}
其中{\displaystyle a}是同一个态射，则可以垂直相连，得到图
{\displaystyle {\begin{matrix}\bullet &\to &\bullet \\\downarrow &&\downarrow \\\bullet &\xrightarrow {a} &\bullet \\\downarrow &&\downarrow \\\bullet &\to &\bullet \end{matrix}}}
可将垂直箭头转置，得到另一个方块。方块的横向连接也有类似规律。

## 具有几何结构的广群
研究几何对象时，产生的广群通常带有拓扑，使其成为拓扑广群；一些微分结构还能将其变为李广群。最后这些对象也可根据其相关的李代数胚进行研究，这与李群和李代数之间的关系类似。
从几何产生的广群通常具有与群乘法相互作用的结构。例如，泊松几何中有辛广群的概念，后者是具有相容辛形式的李广群。同样，也可拥有具备相容黎曼度量或复流形等结构的广群。

## 脚注
1. 1 2  Dicks & Ventura. . 1996: 6.
2. ↑  Hazewinkel, Michiel (编), , , Springer, 2001, ISBN 978-1-55608-010-4
3. ↑  

第一个性质的证明：由公理2、3，可知{\displaystyle a^{-1}=a^{-1}*a*a^{-1};\ (a^{-1})^{-1}=(a^{-1})^{-1}*(a^{-1})*(a^{-1})^{-1}.}将1式代入2式，再应用公理3：{\displaystyle (a^{-1})^{-1}=(a^{-1})^{-1}*a^{-1}*a*a^{-1}*(a^{-1})^{-1}=(a^{-1})^{-1}*a^{-1}*a=a.}得证。
第二个性质的证明：由于定义了{\displaystyle a*b}，于是是{\displaystyle (a*b)^{-1}*a*b.}因此也定义了{\displaystyle (a*b)^{-1}*a*b*b^{-1}=(a*b)^{-1}*a}。进一步地，由于定义了{\displaystyle a*b}，有{\displaystyle a*b*b^{-1}=a,\ a*b*b^{-1}*a^{-1}}也定义了。由公理3可知{\displaystyle (a*b)^{-1}=(a*b)^{-1}*a*a^{-1}=(a*b)^{-1}*a*b*b^{-1}*a^{-1}=b^{-1}*a^{-1}.}得证。
4. ↑  J.P. May, A Concise Course in Algebraic Topology, 1999, The University of Chicago Press ISBN 0-226-51183-9 (see chapter 2)
5. ↑  . ncatlab.org.   [2017-09-17]. （原始内容存档于2023-04-06）.
6. 1 2  Block, Jonathan; Daenzer, Calder. . 2009-01-09. arXiv:0803.1529  [math.QA].
7. ↑   (PDF): 9. （原始内容存档 (PDF)于2020-02-12）.
8. ↑  An Introduction to Groups, Groupoids and Their Representations: An Introduction （页面存档备份，存于）; Alberto Ibort, Miguel A. Rodriguez; CRC Press, 2019.
9. ↑  Jim Belk (2008) Puzzles, Groups, and Groupoids （页面存档备份，存于）, The Everything Seminar
10. ↑  The 15-puzzle groupoid (1) 的存檔，存档日期2015-12-25., Never Ending Books
11. ↑  The 15-puzzle groupoid (2) 的存檔，存档日期2015-12-25., Never Ending Books
12. ↑  Mapping a group to the corresponding groupoid with one object is sometimes called delooping, especially in the context of homotopy theory, see . ncatlab.org.   [2017-10-31]. （原始内容存档于2023-04-05）..
13. ↑  Cegarra, Antonio M.; Heredia, Benjamín A.; Remedios, Josué. . 2010-03-19. arXiv:1003.3820  [math.AT].
14. ↑  Ehresmann, Charles. . Séminaire Ehresmann. Topologie et géométrie différentielle. 1964, 6: 1–31  [2023-11-29]. （原始内容存档于2023-06-04） （英语）.